# Niesamowici bracia Bloom
Niesamowici bracia Bloom (ang. The Brothers Bloom) – amerykański film przygodowy z 2008 roku oparty na scenariuszu i reżyserii Riana Johnsona. Wyprodukowany przez Summit Entertainment.
Premiera filmu miała miejsce 9 września 2008 roku podczas 33. MFF w Toronto. Osiem miesięcy później premiera filmu odbyła się 15 maja 2009 roku w Stanach Zjednoczonych.

## Fabuła
Bracia Stephen (Mark Ruffalo) i Bloom (Adrien Brody) w wyjątkowo wyrafinowany sposób okradają bogaczy. Przygotowują się do ostatniego wspólnego oszustwa. Ich ofiarą ma być Penelope (Rachel Weisz). Ekscentryczna kobieta nieoczekiwanie krzyżuje plany przestępców.

## Obsada
Źródło: Filmweb
- Adrien Brody jako Bloom
- Mark Ruffalo jako Stephen
- Rachel Weisz jako Penelope Stamp
- Rinko Kikuchi jako Bang Bang
- Robbie Coltrane jako kurator
- Maximilian Schell jako "Diamentowy Pies"
- Zachary Gordon jako młody Bloom
- Noah Segan jako książę
- Andy Nyman jako Charleston
- Max Records jako młody Stephen

i inni

## Produkcja
Większość zdjęć kręcono w Rumunii (Bukareszt, Konstanca, Sinaia).